# ماري إيلين جونز
ماري إيلين جونز (بالإنجليزية: Mary Ellen Jones)‏ هي عالمة كيمياء حيوية أمريكية، ولدت في 25 ديسمبر 1922 في لا غرانغ بارك في الولايات المتحدة، وتوفيت في 23 أغسطس 1996 في والثام في الولايات المتحدة بسبب سرطان.